# Зависни поремећај личности
Зависни поремећај личности (F60.7) је поремећај личности који карактерише  пасивност и ослањање на друге за доношење значајних и безначајних животних одлука, слагање са жељама и захтевима других, претерана субмисивност, осећања беспомоћности и неадекватности и лоше способности за суочавање са свакодневним животом. Поремећај изазива непријатност, тензију и патњу код оболелих и представља сметњу за окружење. Особе са поремећајем ретко увиђају да имају проблем, верујући да их окружење занемарује, и сходно томе ретко саме траже помоћ.
Особе са зависним поремећајем личности прожете су неоснованим страхом и анксиозношћу. Уверене да нису способне за бригу о себи, плаше се могућности да ће бити напуштене. Како би то спречиле, претерано се везују за друге, спутавају их, захтевају њихову бригу и траже блискост. Понашају се субмисивно, пасивно и избегавају конфликте или исказивање супротних ставова како не би ризиковале уништење односа са другима и напуштање. Интерперсонално имају тешкоће са успостављањем сопствених и поштовањем туђих емоционалних граница. Углавном су повучене и преосетљиве на критике, које доживљавају као одбацивање. Песимистичне су, имају тенденцију ка катастрофизирању и очекивању најгорег. Нису способне да доносе одлуке без савета или слагања особа из окружења – немају поверења у сопствене закључке и процене, себе виде као беспомоћне, због чега углавном знатно више вреднују туђе мишљење. Недостатак иницијативе може се испољити у областима интелектуалног и емоционалног живота пребацивањем одговорности на друге. Тек мали број особа са зависним поремећајем достиже просечан степен свакодневног функционисања.
Поремећај постаје очигледан у раном одраслом добу, али се тешкоће могу уочити у адолесценцији, када се очекује формирање идентитета и доношење одлука независно од родитеља. Особе узраста од 18 до 29 година представљају ризичну популацију за развој поремећаја.
Превалентност зависног поремећаја личности у општој популацији износи 0,49%. Поремећај је нешто чешћи међу женама но међу мушкарцима – 0,6% жена има дијагнозу, насупрот 0,4% мушкараца.

## Дијагноза
По Дијагностичком и статистичком приручнику за менталне поремећаје, како би се дијагноза зависног поремећаја личности утврдила особа мора да испољава претерану потребу да се о њој неко брине и субмисивно, зависно понашање мотивисано страхом од напуштања. На постојање поремећаја указује присуство пет од следећих фактора:
1. Тешкоће у доношењу свакодневних одлука без савета, утицаја или слагања других особа
2. Потреба да други преузму одговорност за њих у већини области живота
3. Тешкоће у исказивању неслагања са другима из страха од негативне процене и губитка подршке
4. Тешкоће са започињањем задатака без подршке других (због сумње у сопствене способности, а не због мањка енергије или иницијативе)
5. Претерана потреба за добијањем бриге и подршке од других, чак и по цену да буду искоришћени
6. Осећања рањивости и беспомоћности када су сами из страха да неће моћи да се брину о себи
7. Улетање у наредну везу по завршетку блиског односа
8. Преокупираност страхом да ће бити остављени да се сами брину о себи

## Коморбидитети и компликације
Уз овај поремећај често се јављају и:
- Поремећаји расположења
- Анксиозни поремећаји
- Депресија
- Гранични поремећај личности
- Избегавајући поремећај личности
- Хистрионични поремећај личности
- Самоубилачке идеје
- Болести зависности (злоупотреба алкохола, психоактивних супстанци)

Особе са зависним поремећајем личности могу бити мета вербалног, физичког и сексуалног злостављања због субмисивности и толеранције на искоришћавање. Жене са зависним поремећајем личности чешће су жртве партнерског насиља због економске и емоционалне зависности од насилног партнера.

## Диференцијална дијагноза
Гранични поремећај личности је чест коморбидитет зависног поремећаја личности, и заједнички им је страх од напуштања. Међутим, особе са зависним поремећајем личности не испољавају импулсивна понашања, променљивост емоционалних стања и немају нестабилну слику о себи, што је карактеристично за особе са граничним поремећајем личности.
И особе са зависним и са избегавајућим поремећајем личности плаше се критике, негативне процене и одбацивања. Ипак, за особе са избегавајућим поремећајем тај страх је сржна мотивација – они одбијају да ступе у било какве односе и интеракције са другима осим ако су апсолутно сигурни да други о њима имају позитивно мишљење. Особама са зависним поремећајем очајнички требају други, већ су са њима у односу и на њих се ослањају, а плаше се одбацивања јер би то представљао крај постојећег односа у коме се неко брине о њима.

## Узроци
Тачан узрок поремећаја је непознат, али подаци говоре о ризику наслеђивања од родитеља који се креће од 55% до 72%. Породична историја анксиозних поремећаја представља фактор ризика за развој зависног поремећаја личности.
Претерано заштитнички или ауторитарни однос родитеља према детету може бити фактор ризика за развој поремећаја – оба онемогућавају развој аутономије и подучавају дете да су старији моћни, способни и да им се треба повиновати.
Занемаривање и злостављање током одрастања основ су за развој поремећаја личности, укључујући и зависни. Поред тога, трауме, тешке болести и дуготрајно партнерско насиље, нарочито у условима без социјалне подршке, може водити развоју зависног поремећаја личности.

## Лечење
Психотерапија је најпожељнији облик лечења зависног поремећаја личности. Циљ терапије је да особа са зависним поремећајем личности постане активнија, независнија и формира здравије односе са другима. Утврђено је да промене на когнитивном плану, промене нереалистичних очекивања и уверења, пре него промене у међуљудским односима и на нивоу симптома, имају дугорочни утицај на ток поремећаја. Ипак, идеална је терапија усмерена на обједињавање третмана нереалистичних уверења и неприлагођеног понашања, због чега се когнитивно-бихевиорална терапија показала као погодна – она омогућава развој другачијег виђења себе у односу на друге и у односу на лична искуства. Асертивни тренинг, којим се особе подучавају да се заузму за себе и изражавају своје жеље и потребе, такође се показао као ефикасан. Улога терапеута је кључна – не сме постати још једна особа на коју се клијент ослања и од које зависи, већ мора подстицати независност и у терапијском односу.
Лечење зависног поремећаја личности психофармацима није често, и углавном се примењује у случајевима коморбидитета са депресијом или граничним поремећајем личности. Употреба анксиолитика у комбинацији са психотерапијом може имати позитиван утицај на третман.